# إستراز الكرية البيضاء

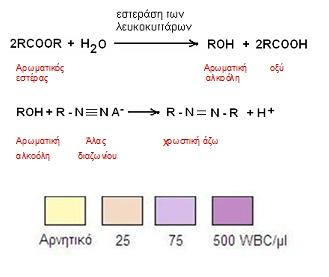
معادلات الفحص لإستراز الكرية البيضاء

إستراز الكريات البيضاء (LE) هو اختبار للبول يتم من خلاله التحري عن وجود خلايا الدم البيضاء وغيرها من الظواهر غير الطبيعية المرتبطة بالعدوى. والاستراز هو نوع من الإنزيمات تنتجه كريات الدم البيضاء خلايا الدم البيضاء. كما يمكن الكشف عن كريات الدم البيضاء بواسطة المجهر بعد ترسيب مكونات البول بجهاز الطرد المركزي وملاحظة الراسب بواسطة المجهر، حيث تظهر كريات الدم البيضاء محببة وتسمى بالخلايا القيحية.
خلايا الدم البيضاء في البول عادة ما تشير إلى وجود عدوى المسالك البولية (UTI). نتائج الاختبارات الإيجابية هامة سريريا. الاختبار يستخدم أيضا للكشف عن السيلان وعدوى السائل السلوي. توافق اختبار LE مع اختبار النتريت يوفر دلالة واضحة على وجود التهاب المسالك البولية. شرائط اختبار البول (الغميسة) يمكن أن تدل على الاثنين على حد سواء. عينة البول ذات الاختبارات الإيجابية لكل من النتريت والكريات البيض يجب أن تزرع في المختبر للكشف عن نوع البكتيريا.
وقد اقترح أن شرائط كشف إستراز الكريات البيض مصممة لاختبار البول (Combur test UX) يمكن أن تكون أداة مفيدة في تشخيص التهاب الصفاق الجرثومي العفوي.SBP."

## وصلات خارجية
- leukocyte+esterase في المكتبة الوطنية الأمريكية للطب نظام فهرسة المواضيع الطبية (MeSH).

- اختبار البول (إستراز الكريات البيض) في مدلاين